# Osteospermum oppositifolium
Osteospermum oppositifolium es una especie de planta floral del género Osteospermum, tribu Calenduleae, familia Asteraceae. Fue descrita científicamente por (Ait.) T. Norl.
Se distribuye por África: Sudáfrica (al norte y oeste de la provincia del Cabo) y Namibia.